# Успенская церковь (Проволочное)
Церковь в честь Успения Божией Матери — деревянная церковь постройки конца XVIII века.
Расположена в селе Проволочное на улице Д. Бедного, 6а. Входит в состав Выксунского благочиннического округа Выксунской епархии.

## История
Построена на средства горнозаводчика Ивана Баташева при металлургическом заводе, выпускавшем проволоку. Последний настоятель отец Максимилиан Земенцкий арестован в 1937 году.
В советское время церковь не разрушалась, но к началу восстановления здание наклонилось и находилось в аварийном состоянии. Ремонт начался 3 мая 2007 года, после того, как было получено благословение архиепископа Нижегородского и Арзамасского Георгия.
Инициатором и попечителем строительства выступил директор выксунского предприятия ОАО «УМР-10» Владимир Федорович Чалышев. При восстановлении были заменены сгнившие венцы, установлены купола и кресты на храм и колокольню, проведена внутренняя отделка помещений, подведена вода и установлен иконостас.
25 октября 2008 года благочинный Выксунского округа архимандрит Кирилл (Покровский) совершил чин малого освящения храма и первую за несколько десятилетий Божественную литургию. Ему сослужили настоятель протоиерей Иоанн (Иванчин) и клирики Выксунского благочиния.
28 июня 2010 года благочинный иерей Игорь Покровский отслужил молебен на месте будущего строительства приходского дома причта.